# Пајни Појнт (Мериленд)
Пајни Појнт (енгл. Piney Point) насељено је место без административног статуса у америчкој савезној држави Мериленд.

## Демографија
По попису из 2010. године број становника је 864.
| Група             | 2000.    | 2010.       |
| Белци             | 0 (0,0%) | 709 (82,1%) |
| Афроамериканци    | 0 (0,0%) | 77 (8,9%)   |
| Азијати           | 0 (0,0%) | 27 (3,1%)   |
| Хиспаноамериканци | 0 (0,0%) | 21 (2,4%)   |
| Укупно            | 0        | 864         |